# 구름의 바다

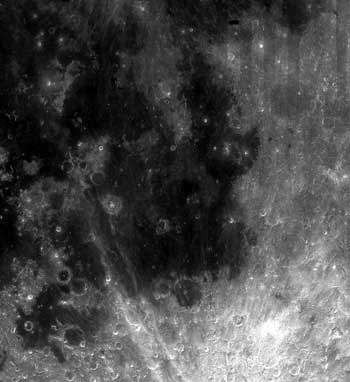
구름의 바다

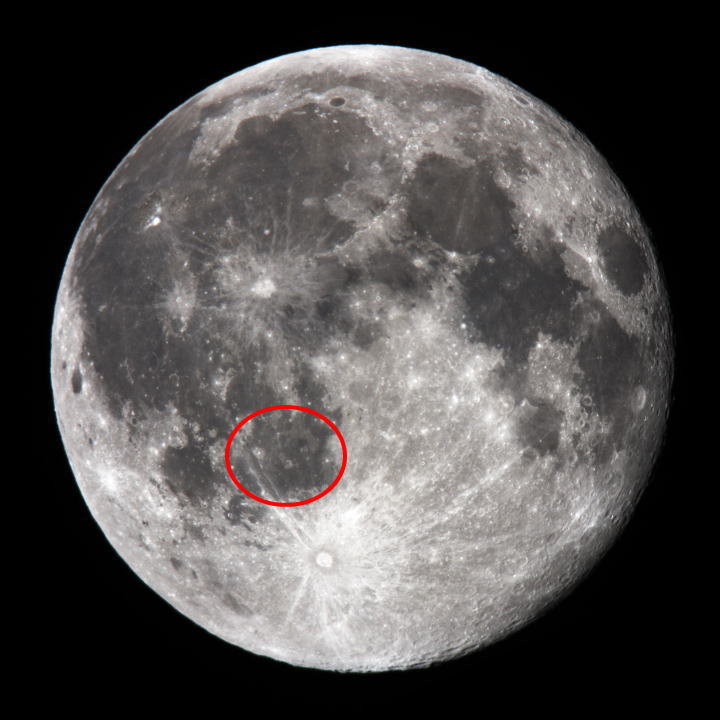
구름의 바다의 위치

구름의 바다(라틴어: Mare Nubium, 영어: sea of clouds)는 폭풍의 대양 남동쪽에 위치한 달의 바다이다. 달의 앞면에 있으며, 선넥타리안대에 만들어진 분지이다. 후기 인브리움대 지층이 표면을 덮고 있다. 구름의 바다 서쪽에는 불리알두스 분화구가 있고, 남부에는 피타토스 분화구가 있다. 직경은 715km이다.